# Baby's Toilet
Baby's Toilet er en britisk stumfilm fra 1905.